# گروه ۱۴
گروه ۱۴ یا جی-۱۴ (به انگلیسی: G-14) اتحادیه‌ای متشکل از تعدادی باشگاه فوتبال در اروپا بود که میان سال‌های ۲۰۰۰ تا ۲۰۰۸ فعالیت می‌کرد.

## تاریخچه
این سازمان توسط ۱۴ باشگاه برجسته اروپایی در سپتامبر ۲۰۰۰ بنیانگذاری شد و در اوت ۲۰۰۲، ۴ باشگاه دیگر بدان دعوت شدند، اما باز هم نام گروه ۱۴ باقی‌ماند. هدف از ایجاد این سازمان، یکسان‌سازی و وحدت اعضا در مذاکره با فیفا و یوفا بود. این باشگاه‌ها خواهان حقوقی برای خود در قبال تیم‌های ملی فوتبال بودند. حدود ۲۰% از بازیکنان حاضر در جام جهانی ۲۰۰۶ فوتبال در این باشگاه‌ها بازی می‌کردند و گروه ۱۴، خواستار دریافت خسارت از فدراسیون فوتبال کشورها در برابر آسیب‌دیدگی بازیکنانشان بودند. با قبول برخی شرایط این گروه توسط فیفا و یوفا در ۱۵ ژانویه ۲۰۰۸، این سازمان در ۱۵ فوریه همان سال (یک ماه بعد) اعلام فروپاشی کرد و پس از آن اتحادیه باشگاه‌های فوتبال اروپا اتحادیه‌ای متشکل از ۲۰۱ باشگاه از ۵۱ کشور تشکیل شد.

## اعضاء
اعضای بنیانگذار
- لیورپول
- منچستر یونایتد
- یوونتوس
- آ.ث. میلان
- اینترمیلان
- المپیک مارسی
- پاری سن ژرمن
- بایرن مونیخ
- بوروسیا دورتموند
- آژاکس
- پی‌اس‌وی آیندهوون
- پورتو
- بارسلونا
- رئال مادرید

اعضای اضافه‌شده در سال ۲۰۰۲
- آرسنال
- المپیک لیون
- بایر لورکوزن
- والنسیا